# Gołąbek łuskowany
Gołąbek łuskowany (Geopelia placida) – gatunek średniej wielkości ptaka z rodziny gołębiowatych (Columbidae). Zasiedla Nową Gwineę oraz część Australii. Nie jest zagrożony wyginięciem.

## Morfologia
Całkowita długość ciała wynosi około 22 cm, w tym dzioba 1,5 cm i ogona 12 cm. Skrzydło mierzy 10,1 cm, skok 1,5 cm. Czoło, policzki i gardło szare. Tył głowy, grzbiet i skrzydła szarobrązowe, każde pióro na zakończeniu posiada czarny pasek. Szyja całkowicie pokryta czarno-białymi prążkami. Pierś i boki w kolorze jasnowinnym. Brzuch i pokrywy podogonowe białe. Skrzydełko i pokrywy I rzędu czarniawe, lotki brązowe, u nasady na chorągiewkach wewnętrznych rudawe. Pokrywy podskrzydłowe kasztanowe. Cztery wewnętrzne sterówki szarobrązowe, pozostałe czarne z białą plamą na końcu. Tęczówki szare. Dziób i obrączka oczna niebieskoszare, dookoła oczu jaśniejsze. Nogi ciemne, zielonkawoszare; podeszwy stóp różowawe.

## Podgatunki i zasięg występowania
Zasiedla według podgatunku:  	      
- G. p. placida Gould, 1844 – południowa i wschodnia Nowa Gwinea[2][6], północna i wschodnia Australia
- G. p. clelandi Mathews, 1912 – zachodnio-środkowa Australia Zachodnia

Proponowany podgatunek G. p. papua Rand, 1938, opisany z Nowej Gwinei, zsynonimizowano z podgatunkiem nominatywnym.

## Zachowanie
Przeważnie gołąbek łuskowany przebywa w stadach 20–50 osobników. Zaniepokojone odlatują na najbliższe drzewo. W trakcie lądowania trzymają ogon wyprostowany i wydają z siebie dwusylabowe dźwięki. Poza tym odzywają się niewyróżniającym się miękkim gruchaniem. Pożywienie stanowią nasiona lub małe bezkręgowce. Piją co najmniej dwa razy dziennie.

## Lęgi
Gniazdo mieści się na drzewie lub krzewie, budują je oba ptaki z pary. Umieszczone jest najwyżej 12 metrów nad ziemią. Budulec stanowią niestarannie ułożone patyki, korzonki i trawy. Samica składa 2 białawe jaja. Inkubacja trwa około 14 dni, jaja wysiadują oboje rodzice. Młode otrzymują wydzielinę z wola oraz nasiona. Młode są w pełni opierzone po 16–17 dniach od wyklucia. W ciągu roku gołąbki łuskowane wyprowadzają do ośmiu lęgów.

## Status
Międzynarodowa Unia Ochrony Przyrody (IUCN) uznaje gołąbka łuskowanego za gatunek najmniejszej troski (LC – least concern) nieprzerwanie od 1988 roku. Liczebność populacji nie została oszacowana, ale ptak ten opisywany jest jako łatwo się adaptujący i szeroko rozpowszechniony. Trend liczebności populacji uznawany jest za stabilny.